# МДМ-панель

МДМ-панель
1 — утеплювач 10 см;
2 — дві зварні сталеві сітки 50×50 м, дріт, діаметром 3 мм;
3 — внутрішні зв'язувальні елементи з дроту діаметром 3,5 мм;
4 — шар спеціального бетону 40 мм

МДМ-пане́ль — це будівельна конструкція, яка складається із трьох шарів пінопопістирольного осердя та сталевої звареної штукатурної сітки, яку після зведення стін будівлі вкривають спеціальним бетоном. Технологію із застосуванням МДМ-панелей понад 30 років застосовують у провідних країнах світу для зведення одно- та багатоповерхових будівель різного призначення.

## Технічні характеристики
Один квадратний метр готової стіни — 220 кг, що в 3—4 рази менше за цегляну. Середня вага однієї стандартної панелі становить приблизно 25 кг, тому монтаж будівлі можна здійснювати вручну без допомоги кранової техніки.
Навантаження на 1 погонний метр стінової МДМ-панелі становить 32 тонни (коефіцієнт надійності 1,2), що відповідає навантаженню на стіни першого поверху 5-ти поверхового житлового будинку. При висотному будівництві МДМ-панелі несуть навантаження разом із залізобетонним каркасом.
У разі потреби (перекриття) сталеву сітку можна укріпити арматурою, що додасть стійкості всій конструкції.
МДМ-панелі легкі для транспортування та будівництва, що забезпечує ряд переваг порівняно з традиційним будівництвом:
- металевий каркас та зовнішній бетонний шар роблять панель надзвичайно міцною, а пінополістирольне осердя забезпечує тепло- та звукоізоляцію;
- стіни з МДМ-панелей коштують на 30 % дешевше, аніж звичайні цегляні;
- товщина стіни лише 180—200 мм, тобто вдвічі менше, ніж товщина цегляної стіни, що дає можливість відчутно збільшити корисну площу приміщення, без шкоди міцності та теплоізоляції (економія на опаленні та кондиціонуванні 80 %).

Поєднання МДМ-панелей та енергоощадних технологій дозволяє будувати будинки, що акумулюють сонячну та інші енергії і не потребують традиційного палива.